# Schwäbische Bauernschule
Die Heimvolkshochschule Schwäbische Bauernschule in Bad Waldsee ist die Bildungsstätte des Landesbauernverbands in Baden-Württemberg.

## Zielsetzung
Das Bildungszentrum Schwäbische Bauernschule in Bad Waldsee ist ein Fort- und Weiterbildungszentrum unter anderem für die Fachbereiche Agrarwirtschaft, Ökonomie und Ökologie, bäuerliche Landwirtschaft, moderne Agrartechnik und Hauswirtschaft im ländlichen Raum für das Einzugsgebiet des gesamten Bundeslandes Baden-Württemberg. Träger ist der Verein zur Förderung der Schwäbischen Bauernschule Bad Waldsee e.V.

## Geschichte
Gegründet wurde die Schwäbische Bauernschule am 22. Dezember 1949 von Bernhard Bauknecht, dem damaligen Präsidenten des Landesbauernverbandes für Württemberg und Hohenzollern e.V. Sie ist damit nach der 1948 gegründeten und damit ältesten ländlichen Heimvolkshochschule Süddeutschlands in Herrsching am Ammersee eine der ältesten Schulen dieser Art. Maßgeblich am Auf- und Ausbau zum Bildungszentrum beteiligt waren Ernst Geprägs und Friedrich Wilhelm Schnitzler, welche auch die Gründungsväter des Landesbauernverbands in Baden-Württemberg sind.
In der Herrschinger Erklärung vom 12. Juni 1954 bekannten sich die drei süddeutschen Heimvolkshochschulen in Bad Waldsee, Herrsching und Scherzen/Tiengen dezidiert als Bauernschulen und zu den Bauernverbänden sowie zu dem 1951 gegründeten Verband der ländlichen Heimvolkshochschulen Deutschlands. Sie warfen in der Erklärung den konfessionellen Schulen, insbesondere den katholischen, die sich 1951 im Verband katholischer Landvolkshochschulen Deutschlands organisiert hatten, Separatismus vor. In der Folge kam es bis 1958 zu einer Einigung und Konzentration der konfessionellen und berufsständischen Schulen im Verband der ländlichen Heimvolkshochschulen Deutschlands, dem heutigen Verband der Bildungszentren im ländlichen Raum.
Am 30. Oktober 2010 wurde von Rudolf Köberle, dem baden-württembergischen Minister für Ländlichen Raum und Verbraucherschutz, ein Neubau des Gästehauses eingeweiht, der mit Fördergeldern des Landes Baden-Württemberg und der Bundesrepublik Deutschland errichtet wurde.

## Mitgliedschaften
- Mitglied in der Arbeitsgemeinschaft Ländliche Erwachsenenbildung Baden-Württemberg.
- Mitglied im Arbeitskreis Heimatpflege im Regierungsbezirk Tübingen.[4][5]
- Mitglied im deutschlandweit tätigen Verband der Bildungszentren im ländlichen Raum, dessen Vorstand Egon Oehler von der Schwäbischen Bauernschule angehört.[6]

## Schulleiter
| 1949–1952                        | Bernhard Bauknecht                                       |
| 1952–1976                        | Isidor Früh Helmut Kiefl (stellvertretender Schulleiter) |
| 1. November 1976 - 31. März 2011 | Clemens Frede                                            |
| seit 2011                        | Egon Peter Oehler                                        |

## Bekannte Dozenten (Auswahl)
| Bernhard Bauknecht           | Agrarwirtschaft, moderne Agrartechnik, Ökologie und Ökonomie, bäuerliche Landwirtschaft |
| Ernst Geprägs                | Agrarwirtschaft, moderne Agrartechnik, Ökologie und Ökonomie, bäuerliche Landwirtschaft |
| Friedrich Wilhelm Schnitzler | Agrarwirtschaft, moderne Agrartechnik, Ökologie und Ökonomie, bäuerliche Landwirtschaft |
| Thomas Nußbaumer             | Musik und Tanz                                                                          |

## Bildungsangebote

### Berufsausbildung
Die Schule ist vom Regierungspräsidium Tübingen anerkannte Ausbildungsstätte für die Ausbildungsberufe Hauswirtschafter, Hauswirtschafter als Ausbildungsberuf in der Landwirtschaft,
Hauswirtschaftshelfer und Fachpraktiker Hauswirtschaft.

### Fort- und Weiterbildung
Meisterschule
An der Schule finden Vorbereitungskurse des Regierungspräsidiums Tübingen für die Meisterprüfung im Beruf Landwirt statt. Für die Qualifizierung zum Meister der Hauswirtschaft finden hier Lehrgänge statt.
Junge Menschen
Jungen Menschen soll Kommunikationsfähigkeit, Entscheidungsfreude, Konfliktfähigkeit, Teamgeist, Vertrauen und Toleranz vermittelt werden.
Frauenbildung
An Frauen wendet sich die Schwäbische Bauernschule mit ihrem Bildungsangebot in den Bereichen Familie, Betrieb und gesellschaftliche Verantwortung.
Landwirte als Unternehmer
Das bäuerliche Bildungszentrum bietet Möglichkeiten zur Erweiterung der Handlungskompetenz in Bezug auf das unternehmerische Handeln und die Vereinbarkeit von Familie und Beruf. Bäuerinnen und Bauern lernen in diesen Schulungen mehr Effizienz, Leistungsorientiertheit und größere Sicherheit darin, die Wirtschaftlichkeit des eigenen Betriebes zu kennen und zu bewerten, um sie effektiver nutzen und erweitern zu können.
Kultur und Musik
Im Bereich Kultur und Musik werden Gestaltungsgabe, Phantasie, Erlebnisfähigkeit, Offenheit und Kreativität gefördert.
Allgemeinbildende Veranstaltungen
Die allgemeinbildenden Veranstaltungen der Schwäbischen Bauernschule ermöglichen Begegnungen zwischen Menschen, die sich sonst im Berufsleben nicht hätten ergeben können. Sie fördern die Toleranz im Zusammenleben der Menschen verschiedener Herkunft und Kultur und vermitteln Werteorientierung in individuellen und gesellschaftlichen Bezügen.

## Tagungsstätte
Neben Bildungsveranstaltungen in eigener Trägerschaft finden in den Räumlichkeiten der Schwäbischen Bauernschule Tagungen und Seminare von Partnerorganisationen statt. So führen der Landesbauernverband, die Landfrauenverbände, der Bund der Deutschen Landjugend, die Sozialversicherung für Landwirtschaft, Forsten und Gartenbau, der Landesverband der Maschinenringe, das Oberlandesgericht Baden-Württemberg, die Landeszentrale für politische Bildung, das Diakonische Werk Württemberg, der Baden-Württembergische Genossenschaftsverband und der Landesverband Erwerbsobstbau hier regelmäßig Veranstaltungen durch. Darüber hinaus wird das Haus unter anderem vom Internationalen Arbeitskreis für Musik und der Heimat- und Wanderakademie Baden-Württemberg als regelmäßige Tagungsstätte benutzt.

## Ausstattung
Die Schule besteht aus drei Gebäuden. Sie verfügt über 79 Betten in 35 Einzelzimmern und 22 Doppelzimmern, einen Saal mit Foyer, drei Seminarräume, Werkraum, Freizeiträume und Speisesaal.

## Veröffentlichungen
- Schriftenreihe Beiträge zu den Problemen des ländlichen Raumes. 1974–2008, Arbeitsgemeinschaft Ländlicher Raum im Regierungsbezirk Tübingen/Schwäbische Bauernschule, Bad Waldsee DNB 011084707
- Michael Barczyk: Das Döchtbühlhaus der Schwäbischen Bauernschule Bad Waldsee. 2009, Schwäbische Bauernschule, Bad Waldsee DNB 1004830106
- Zeitschrift Die Gemeinschaft – Rundbrief der Schwäbischen Bauernschule Waldsee, Schwäbische Bauernschule, Bad Waldsee[16] ZDB-ID 1156006-x
- Waldseer Liederbuch. Hg. Schwäbische Bauernschule, 3. Auflage 2007, Verlag Schwäbischer Bauer, Ravensburg, ISBN 978-3-931579-01-2